# Линейные корабли типа Swiftsure
Линейные корабли типа Swiftsure — два линейных корабля третьего ранга, построенных для Королевского флота сэром Джоном Генсло по проекту утверждённому в начале 1800 года. Оба корабля строились на частной верфи Генри Адамса в Баклерхарде. Корабли данного типа относились к так называемым «обычным 74-пушечным кораблям», неся на верхней орудийной палубе 18-фунтовые пушки.

## Корабли
- HMS Swiftsure

Строитель: Адамс, Баклерхард

Заказан: 1800 год

Заложен: февраль 1802 года

Спущён на воду: 23 июля 1804 года

Выведен: продан на слом в 1845 году

- HMS Victorious

Строитель: Адамс, Баклерхард

Заказан: 21 декабря 1803 года

Заложен: февраль 1805 года

Спущён на воду: 20 октября 1808 года

Выведен: продан на слом в 1862 году